# Barbara Downs
Barbara Downs (Berkeley, 4 marzo 1954) è un'ex tennista statunitense.

## Carriera
È stata attiva durante gli anni 1970, durante il Pacific Coast Championships 1971 ha raggiunto la finale in entrambe le discipline venendo sconfitta in singolare da Marcie Louie mentre ha conquistato il titolo nel doppio in coppia con Cathy Anderson. Negli Slam si è avventurata fino agli ottavi di finale agli US Open 1972 dove è stata sconfitta in due set dalla britannica Virginia Wade.

## Statistiche

### Singolare

#### Finali perse (1)
| Numero | Anno | Torneo                                | Superficie | Avversaria in finale | Punteggio |
| 1.     | 1971 | Pacific Coast Championships, Berkeley | Cemento    | Marcie Louie         | 5-7, 3-6  |

### Doppio

#### Vittorie (1)
| Numero | Anno | Torneo                                | Superficie | Compagna       | Avversarie in finale      | Punteggio |
| 1.     | 1971 | Pacific Coast Championships, Berkeley | Cemento    | Cathy Anderson | Kate Latham Laurie Tenney | Walkover  |